# Herb Dominiki
Herb Dominiki – herb Dominiki przyjęty 21 lipca 1961 roku.

## Historia
Herb został przyjęty 21 lipca 1961 roku.

## Opis
Przedstawia on tarczę trzymaną przez dwie amazonki cesarskie (Amazona imperialis). Nad tarczą na srebrno-błękitnym zawoju znajduje się złoty ryczący lew z podniesioną łapą.
Tarcza podzielona jest złoto-błękitnym krzyżem na cztery pola. W polu pierwszym złotym – palma kokosowa. W drugim błękitnym – zielona żaba dominicka Leptodactylus fallax, która  jako endemit występuje tylko na Dominice i pobliskiej wysepce Montserrat. W polu trzecim błękitnym – kajak kanu z żaglem na srebrno-błękitnych falach. W polu czwartym złotym – drzewo bananowe z dojrzałymi owocami. Poniżej na złotej rozwiniętej wstędze znajduje się narodowe motto w języku antylskim: Après bondie c'est la ter („Po Bogu, Ziemia”).